# Lysandra manleyi
Lysandra manleyi är en fjärilsart som beskrevs av De Lesse 1962. Lysandra manleyi ingår i släktet Lysandra och familjen juvelvingar. Inga underarter finns listade i Catalogue of Life.